# مارتن أغارد

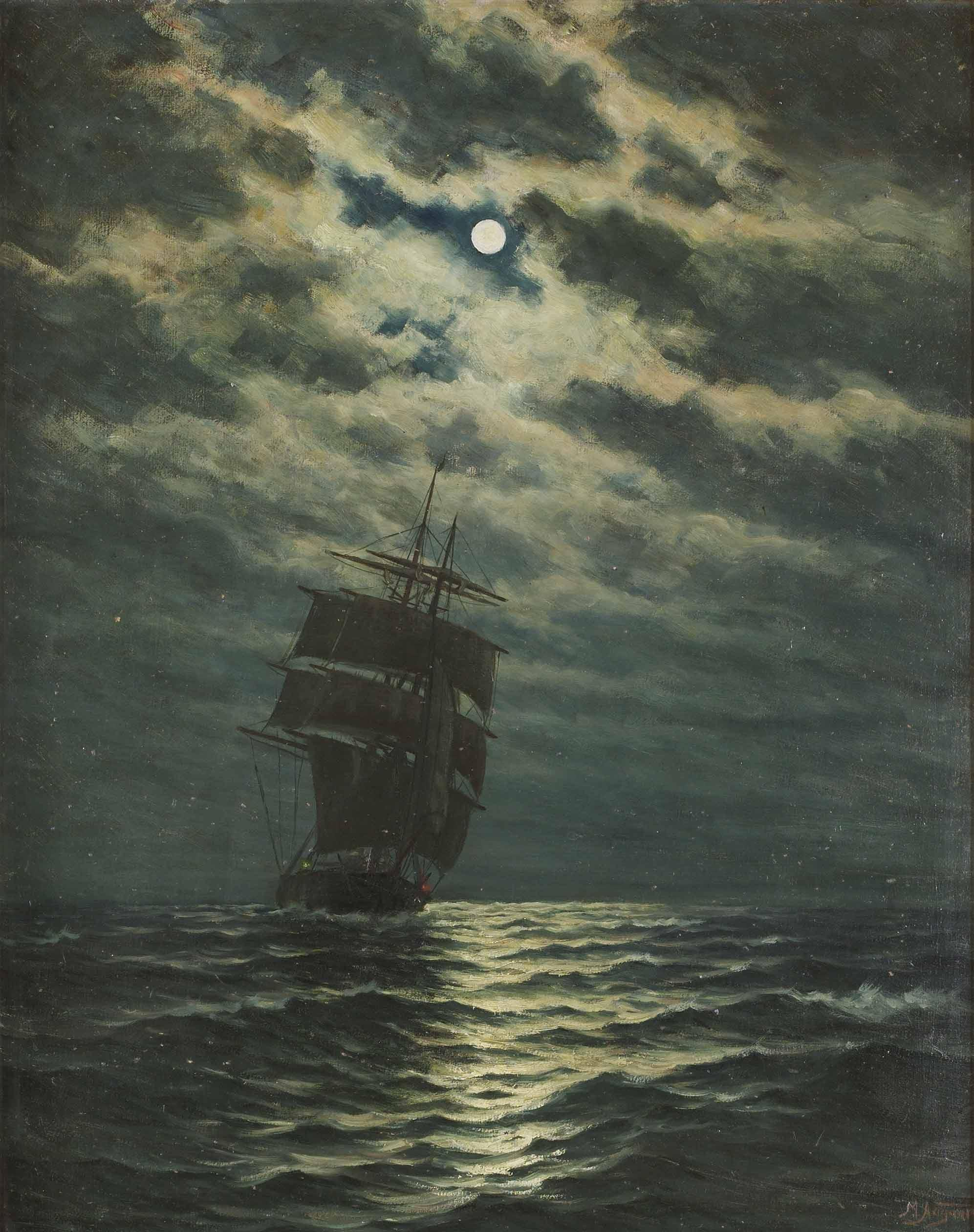
لوحة لمارتن آغارد (Skips I manesk)

مارتن أغارد (بالنرويجية البوكمول: Martin Aagaard)‏ هو رسام نرويجي، ولد في 13 أكتوبر 1863 في ليفانغر في النرويج، وتوفي في 1913.